# Georgios Iatridis
Georgios Iatridis (griechisch Γέωργιος Ιατρίδης) war ein griechischer Fechter.

## Sportliche Laufbahn
Iatridis nahm am Säbelwettkampf der Olympischen Sommerspiele 1896 in Athen teil. Er verlor alle seine vier Wettkämpfe gegen seine vier Mitkonkurrenten aus Griechenland, Deutschland und Dänemark und wurde Fünfter und Letzter.